# Medullosales
Die Medullosales sind eine paläozoische Ordnung der ausgestorbenen Pflanzengruppe der Samenfarne. Sie waren die größten Vertreter der Samenfarne. Das Leitgewebe war in mehrere Segmente unterteilt, die von sekundärem Xylem umgeben waren.

## Merkmale
Die Wuchsform wurde anhand von Alethopteris rekonstruiert, wobei eine Art je nach Umweltbedingungen zwei Wuchsformen ausgebildet haben dürfte: dünne, lianenartige Sprossachsen, an denen die Blattwedel in größerem Abstand sitzen, sowie frei und aufrecht stehende Stämme, an denen die Blattwedel dicht zusammen stehen.

### Stamm

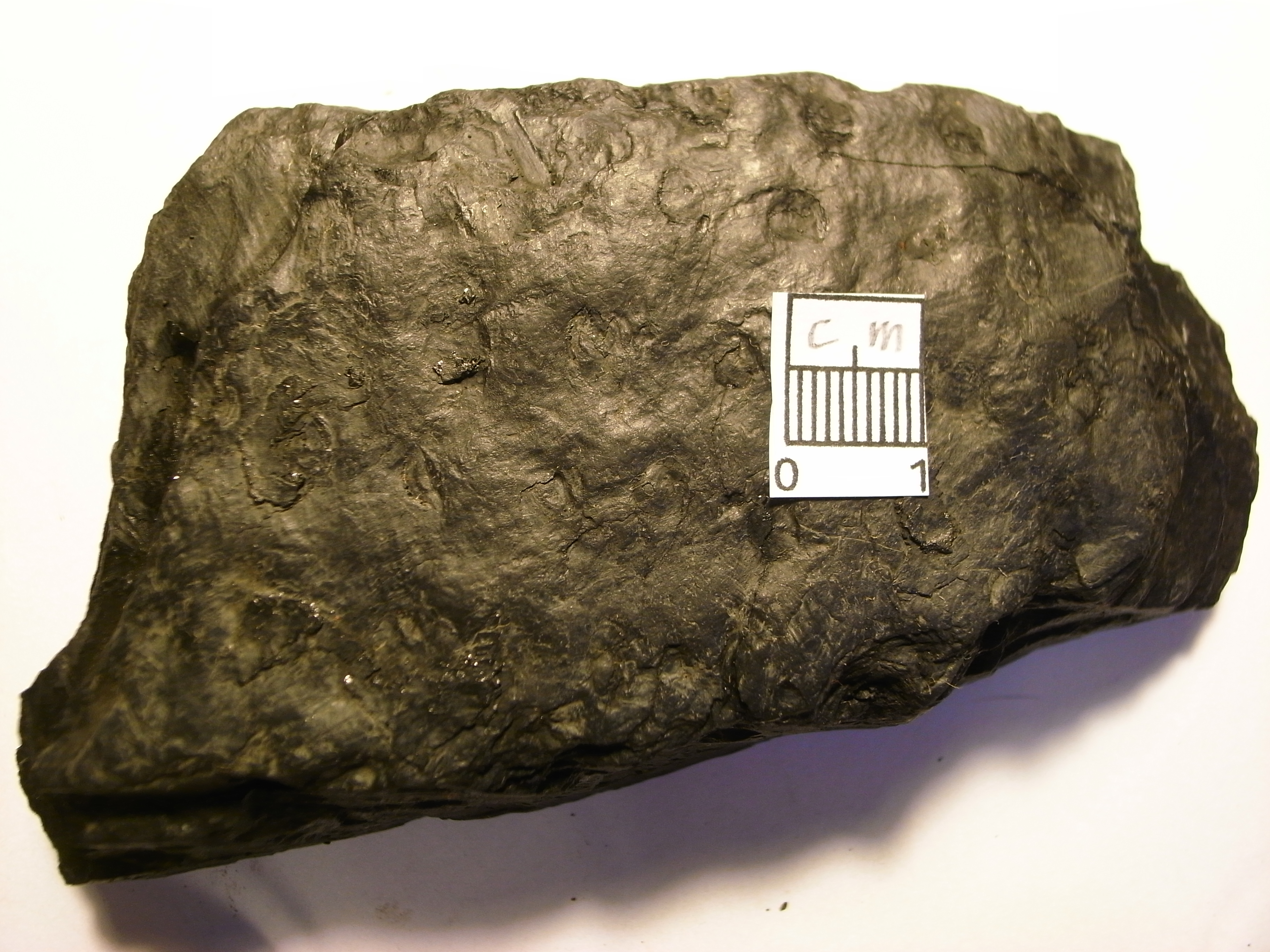
Rinde einer Medullosales

Die Form-Gattung Medullosa umfasst verschiedene Fossilien von Stämmen. Folgende Arten wurden bisher für Medullosa beschrieben: M. anglica, M. centrofilis, M. endocentrica, M. geriensis, M. gigas, M. leuckartii, M. noei, M. olseniae, M. porosa, M. pusilla, M. primaeva, M. steinii, M. stellata, M. solmsii, M. thompsonii. Weiterhin gibt es für manche dieser Arten sehr verschiedene Formen.
Im Querschnitt sind die Stämme durch das Vorhandensein von mehreren Segmenten von Leitgewebe gekennzeichnet. In früheren Arbeiten wurden die Stämme daher als Polystelen interpretiert, heute werden die Segmente als Teile einer einzigen Stele angesehen.
Bei Medullosa noei, einer der häufigsten Arten im nordamerikanischen Pennsylvanium, enthält der Stamm zwei bis vier Segmente von Leitgewebe. Die Anzahl variiert entlang einer Achse durch Verzweigung und Fusion der Segmente. Jedes Segment ist im Querschnitt elliptisch bis bandförmig, das Xylem enthält reichlich Parenchym, das Protoxylem befindet sich außen. Um jedes Segment befindet sich ein Zylinder aus sekundärem Xylem von unterschiedlicher Dicke. Im Zentrum des Stammes ist es stärker entwickelt. Die Tracheiden des sekundären Xylems sind mit bis zu 24 Millimetern ungewöhnlich lang. An den radialen Wänden der Tracheiden befinden sich bis zu zwölf Reihen von Hoftüpfeln. Die Holzstrahlen sind zwei bis acht Zellen breit und stehen zwischen etwa jeder dritten Tracheidenreihe.
Nach außen zu folgen auf das Xylem das Kambium und das sekundäre Phloem. Dieses ist aus abwechselnden tangentialen Bändern von Siebzellen, Fasern und axialem Parenchym aufgebaut.
Nach außen folgt ein Rindenparenchym mit länglichen Sekretkanälen. Die Kanäle sind einige Millimeter lang, mit amorpher Substanz gefüllt und von einer Schicht kleiner Epithel-Zellen umgeben.
Häufig tritt weiters ein Periderm auf, das einen Zentimeter oder dicker sein kann. Die Peridermzellen sind isodiametrisch, dickwandig und in radialen Reihen angeordnet. Der Aufbau lässt vermuten, dass das Phellogen das Periderm vorwiegend nach innen abgegeben hat. Das Peridermgewebe dürfte lebend gewesen sein und sich weiter geteilt haben. Beide Merkmale kommen bei rezenten Samenpflanzen nicht vor.
Bei Medullosa primaeva hat der Stamm einen Durchmesser von rund acht Zentimetern und enthält zwei bis über 20 Segmente.
Bei den jüngeren Vertretern aus dem Perm unterscheiden sich im Stammaufbau von den älteren: Medullosa stellata besitzt Stämme mit bis zu 50 Zentimetern Durchmesser und bis zu 43 einzelnen zentralen Segmenten. Um diese befindet sich ein Zylinder von primärem und sekundärem Xylem.

### Blätter

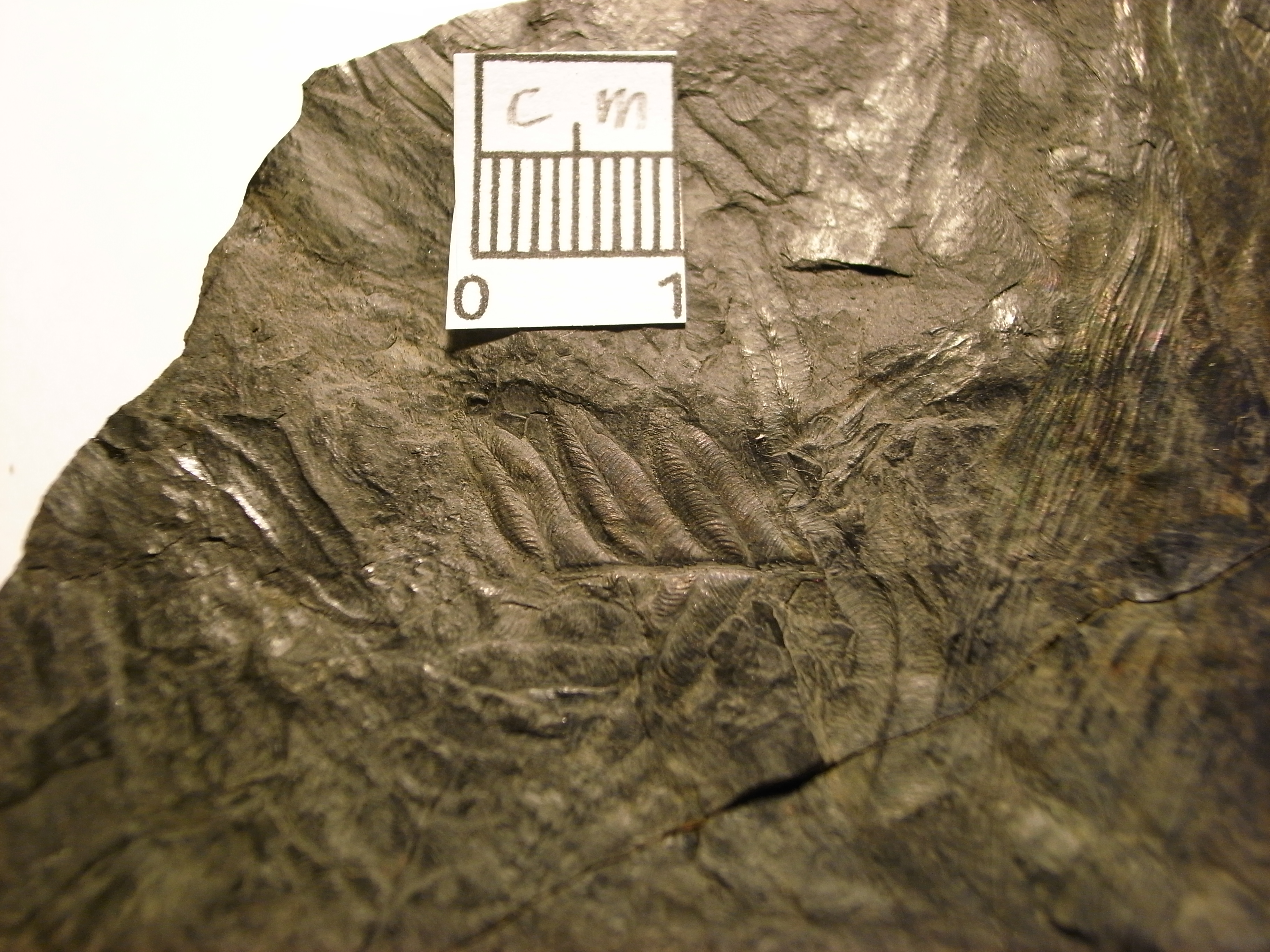
Blattwerk einer Medullosales

Die Blattwedel der Medullosales waren sehr groß, soweit sich aus den erhaltenen Blattstielen und Blattteilen rekonstruieren lässt. Die Blätter sind gabelig verzweigt und gleichmäßig gefiedert. Die Blätter stehen in 2/5- oder 1/3-Phyllotaxis an den Stämmen. Isolierte Blattstiele von Medullosa werden Myeloxylon genannt und haben einen Durchmesser von bis zu 20 Zentimetern. Im Inneren befinden sich verstreut Leitbündel, nahe der Oberfläche verlaufen Faserstränge, verstreut im Grundgewebe befinden sich Sekretkanäle.
Die zwei häufigsten Formgattungen von Blättern der Medullosales sind Neuropteris und Alethopteris. Bei Alethopteris sind die Blattränder der Fiederblättchen nach unten umgerollt, und die Adern bestehen aus ein bis vier Leitbündeln. Die Fiederblättchen sind bei Alethopteris sullivantii beispielsweise 1,2 bis 2,4 Zentimeter lang und 1,2 Zentimeter breit. Die Fiederblättchen von Neuropteris haben einen herzförmigen Blattgrund und eine deutliche Mittelrippe, die Leitbündel besitzen eine parenchymatische Bündelscheide. Bei Reticulopteris muensteri wurden porenähnliche Öffnungen nahe den Aderenden entdeckt, die mit Hydathoden verglichen wurden.
Weitere Blatt-Gattungen der Medullosales sind Mixoneura, Linopteris, Cyclopteris, Odontopteris, Neuralethopteris, Lonchopteris, Lonchopteridium und Macralethopteris.

### Wurzeln
Medullosa bildete Adventivwurzeln. Diese sind häufig in versteinerten Resten aus dem Karbon vertreten. Wurzeln an Stämmen von Medullosa anglica sind triarch und stehen in vertikalen Reihen am Stamm. Ältere Wurzeln haben ein dickes Periderm. Vertreter aus dem Mittleren Pennsylvanium haben einen Durchmesser von bis zu 2,5 Zentimetern und haben reichlich sekundäres Gewebe. Hier befindet sich im Zentrum eine exarche Actinostele mit fünf Protoxylem-Punkten. Das sekundäre Xylem ist hier durchgehend, während bei anderen Medullosa-Wurzeln das sekundäre Xylem nur über dem Metaxylem gebildet wird. Das sekundäre Phloem ist gut ausgebildet und besteht aus Siebzellen und Strahlen. Seitenwurzeln entspringen einem dünnwandigen Perizykel über den Protoxylem-Strängen. Um den Perizykel befinden sich eine Endodermis und eine parenchymatische Rinde.

### Samenanlagen und Samen
Die Samen der Medullosales gehören mit bis zu elf Zentimetern Länge zu den größten unter den Samenfarnen. In ihrer Struktur sind sie fast identisch denen der rezenten Palmfarne.
Die häufigste Gattung ist Pachytesta, zu der rund ein Dutzend Arten gezählt werden. Die Samengröße reicht von einem bis zu elf Zentimetern Länge. Die Samenschale besteht bei allen Vertretern der Ordnung aus drei gleich großen Klappen. Bei Pachytesta illinoensis aus Nordamerika besteht die Samenschale (Testa) aus drei Schichten: eine parenchymatische äußere Schicht (Sarcotesta), eine mittlere Schicht aus Fasern (Sclerotesta) und eine einzellschichtige innerste Endotesta. In der Samenschale treten die von Myeloxylon und Medullosa bekannten Sekretgänge auf. Die Sclerotesta besitzt außen drei Hauptrippen, die von der Basis bis fast zur Mikropyle reichen. Zwischen diesen Hauptrippen können noch kleinere sekundäre und tertiäre Rippen auftreten. Der Nucellus ist nur an der Basis der Samenanlage mit dem Integument verwachsen. Am distalen Ende bildet der Nucellus eine einfache glockenförmige Pollenkammer. Der Nucellus endet in einem kleinen Schnabel, der direkt an der Mikropylen-Öffnung ansitzt. Das Integument wird bei Pachytesta illionensis von bis zu 42 Leitbündeln versorgt, rund 25 führen in den Nucellus.
Pachytesta gigantea aus Frankreich und Nordamerika sind bis zu sieben Zentimeter lange Samen, deren Sclerotesta nicht mit Rippen ornamentiert ist. Pachytesta vera besitzt drei deutliche Rippen bei gleicher Größe.
Bei einigen Funden konnten auch die Megagametophyten untersucht werden. Bei Pachytesta hexangulata bildet ein Gametophyt drei ovale Archegonien mit rund einem Millimeter Durchmesser. In etlichen Exemplaren konnten nahe den Archegonien Pollenkörner der Gattung Monoletes identifiziert werden.
Die Samen von Stephanospermum sind rund einen Zentimeter lang und besitzen einen verlängerten Mikropylen-Kanal. Sie besitzen drei Rippen. Bei Stephanospermum konopeounus sitzen am Integument flügelartige Strukturen. Die Samen befinden sich an verzweigten Achsen, und nicht an Blattspreiten, wie ansonsten für die Medullosales angenommen. Das Vorhandensein von Monoletes-Pollen verstärkt die Zugehörigkeit von S. konopeounus zu dieser Gruppe.
Bei Hexapterospermum trägt die Sklerotesta sechs Rippen. Die drei Schichten der Samenwand gehen fließend ineinander über. Die Pollenkammer ist einfach. Rhynchospermum besitzt eine zweischichtige Samenschale. In der oberen Samenhälfte befinden sich acht bis zehn Sclerotesta-Rippen, während die untere Hälfte glatt ist. Integument und Nucellus sind verschmolzen, die Pollenkammer ist einfach.
Einige Gattungen umfassen Abgüsse von Samen. Sie werden aufgrund ihrer Größe und aufgrund von Rippen an der Oberfläche zu den Medullosales gestellt. Zu ihnen gehört Trigonocarpus, von denen einige Arten, wie Trigonocarpus leeanus aus dem Mittleren Pennsylvanium rund 10 Zentimeter lang wurden. Etliche der Trigonocarpus-Arten dürften Abgüsse von Pachytesta in verschiedenen Erhaltungszuständen darstellen. An der Basis von einigen Trigonocarpus-Samen wurden zwei Fiederblättchen von Neuropteris heterophylla gefunden. Daraus wurde geschlossen, dass die Samenanlagen an Fiederblättern die Position des terminalen Fiederblättchen innehatten. Bei anderen Formen stehen die Samen an der Mittelrippe einer Fieder. Bei Spermopteris stehen die Samenanlagen an der Unterseite von Taeniopteris-Blattspreiten. Bei Spermopteris coriacea stehen die Samenanlagen in je einer Reihe an den Seiten der Mittelrippe eines Fiederblättchens, wobei zu jeder Samenanlage eine Blattader führt.

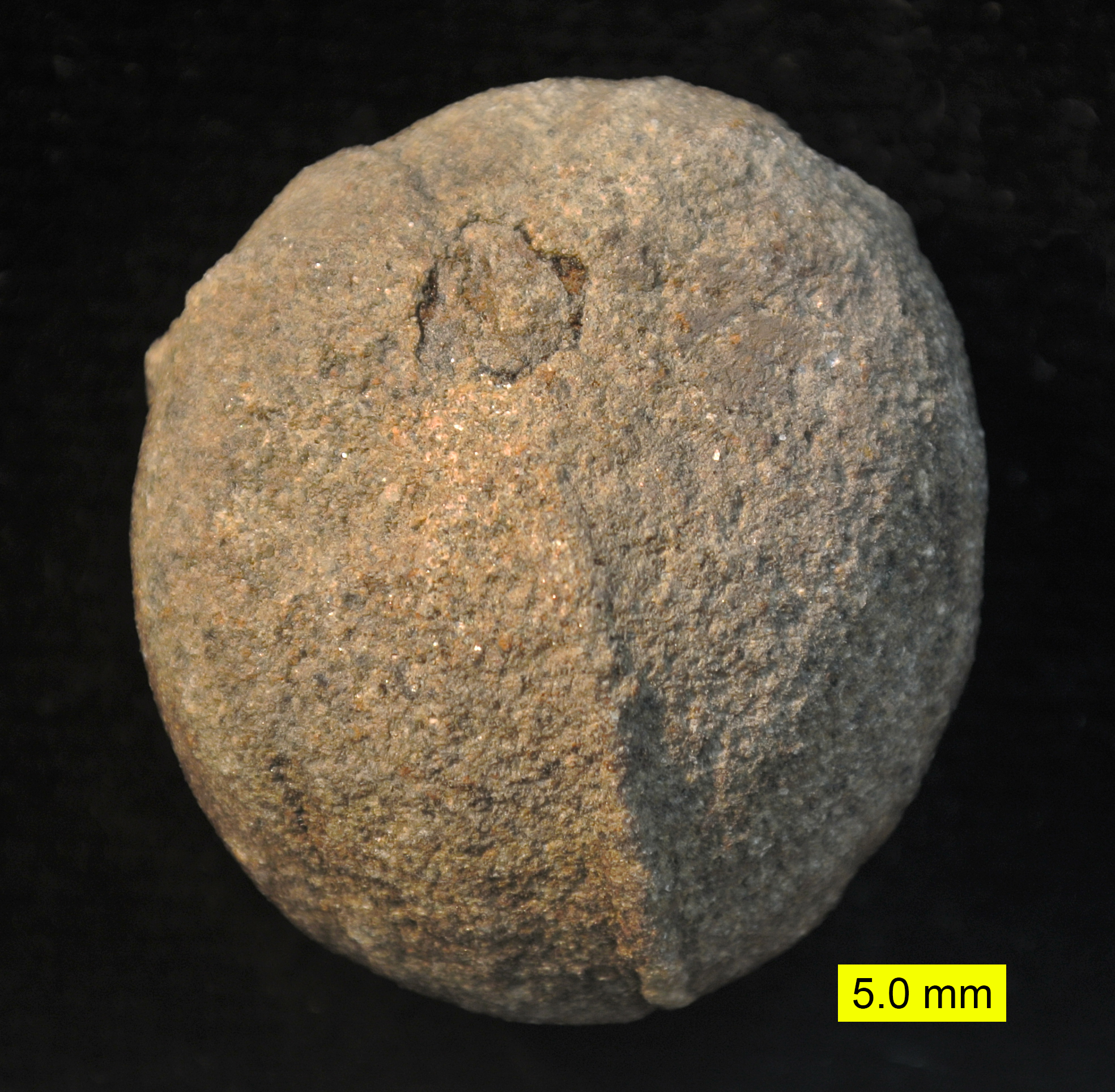
Abbildung eines fossilen Trigonocarpus-Samens.

### Pollenbildende Organe
Die pollenbildenden Organe sind relativ groß und können mehrere Zentimeter im Durchmesser erreichen. Es sind synangiate Formen. Je nach Komplexität können drei Gruppen unterschieden werden:
- Die einfachen, solitären Formen sind etwa durch Halletheca und Codonotheca repräsentiert und besitzen einzeln stehende Synangien. Die einfachste Form kommt bei Halletheca reticulata vor: Das Synangium ist birnenförmig und rund 1,5 Zentimeter lang. Fünf Sporangien sind kreisförmig um eine zentrale Zone aus Fasern angeordnet. Am distalen Ende ist diese zentrale Zone hohl. Die Leitbündel befinden sich auf der Außenseite der Sporangien. Die Sporangien öffnen sich zur zentralen Zone hin. Bei Sullitheca befinden sich rund 40 Sporangien in einem parenchymatischen Gewebe. Im Zentrum befindet sich eine im Querschnitt H-förmige Zone aus Sklerenchym-Fasern ähnlich wie bei Halletheca.
- Beim Aggregat-Typ sind die Synangien zu Gruppen zusammengefasst, die jedoch nicht verschmolzen sind. Vertreter sind Rhetinotheca, Parasporotheca und Whittleseya. Bei Rhetinotheca ist das einzelne Synangium mit rund zwei Millimeter eher klein und besteht aus vier Sporangien, die um eine zentrale faserige Struktur stehen. Die einzelnen Synangien stehen an den Endzweigen eines stark verzweigten Achsensystems.
- Die dritte Gruppe umfasst etwa Bernaultia und Dolerotheca. Bei Bernaultia werden die Pollenorgane bis vier Zentimeter lang, sind annähernd glockenförmig. Bei Bernaultia formosa, einer verbreiteten Art aus dem späten Pennsylvanium, besteht das Organ aus vier Synangien, die jeweils stark gefaltet sind und zahlreiche längliche Sporangien beinhalten, die sich jeweils in die Hohlräume zwischen den Falten hin öffnen. Zur evolutionären Entstehung dieser komplexen Form aus den einfacheren Halletheca-förmigen Organen gibt es aufgrund fehlender Zwischenformen mehrere Theorien.

Parasporotheca ist im Gegensatz zu den anderen Pollenorgan nicht radiärsymmetrisch. Bei Parasporotheca ist ein Synangium löffelförmig, die Sporangien sind länglich und an der Innenseite des Löffels eingebettet. Mehrere Synangien stehen an verzweigten Sprossachsen zusammen und sind zusammen bis 20 Zentimeter lang.

### Pollen und Mikrogametophyt
Die Pollenkörner sind mit 100 bis 600 Mikrometern Durchmesser sehr groß. Mit Ausnahme der Pollenorgane Potoniea und Parasporotheca enthalten alle Pollen der Gattung Monoletes, der bilateral: An der proximalen Seite befindet sich eine monolete Narbe, an der distalen Seite zwei lange Furchen über die ganze Länge des Pollenkorns. Das Sporoderm ist dicht und besteht aus zwei Schichten. Auf manchen Pollenkörnern wurden Ubisch-Körper in der Größe von 0,3 bis 0,8 Mikrometern identifiziert, die mit Zellmembranen assoziiert sind.
Mikrogametophyten ähneln morphologisch denen mancher Cycadales-Vertreter. Innerhalb eines Pollenkorns befinden sich 10 bis 14 Kompartimente, die als Zellen gedeutet werden. Für ein Vorhandensein von Pollenschläuchen gibt es keine Anhaltspunkte.

## Ökologie
Aus Epidermis-Merkmalen von Neuropteris-Blättern aus dem Mittleren und Unteren Karbon von Kanada und Deutschland hat man geschlossen, dass die meisten Arten auf feuchten Standorten im Flachland wuchsen.
Es gibt Vermutungen, dass der Pollen der Medullosales einer der ersten war, der durch Tiere verbreitet wurde (Zoophilie), möglicherweise durch karbonzeitliche Arthropoden.

## Verbreitung
Funde der Medullosales reichen vom Unteren Karbon (Beginn vor 359 Mio. Jahren) bis zum Perm (Ende vor 251 Mio. Jahren).

## Systematische Stellung
Die Medullosales sind eine von mehreren paläozoischen Samenfarn-Ordnungen, die jedoch wahrscheinlich nicht näher miteinander verwandt sind.
Sie wurden eine Zeit lang als mögliche Vorläufer der Cycadales diskutiert, vor allem die Samenanlagen und Samen der beiden Gruppen ähneln einander. Die Pollenorgane differieren jedoch stark. Auch sind inzwischen Cycadales-Fossilien aus dem späten Paläozoikum bekannt, sind also gleich alt wie die Medullosales.

## Botanische Geschichte
Adolphe Brongniart beschrieb 1828 Abgüsse von Samen als Trigonocarpus. Bernhard von Cotta beschrieb 1832 Reste von Stämmen aus dem unteren Perm als Medullosa.

## Belege
- Thomas N. Taylor, Edith L. Taylor: The Biology and Evolution of Fossil Plants. Prentice Hall, Englewood Cliffs 1993, ISBN 0-13-651589-4, S. 522–549.